# バップ・ドロップ・デラックス
『バップ・ドロップ・デラックス』（原題：Bop till You Drop）は、アメリカ合衆国のミュージシャン、ライ・クーダーが1979年に発表した、ソロ名義では7作目のスタジオ・アルバム。

## 背景
メジャー・レーベルから発売されたポップ・レコードとしては初めて、デジタル・レコーディングにより制作された作品として知られ、3M製の32トラック・レコーダーが使用された。音楽的にはR&B/ソウルをベースとしており、「リトル・シスター」はエルヴィス・プレスリーの歌唱で知られる曲のカヴァーで、「ワーク・アウト・ファイン」はアイク&ティナ・ターナーの曲のインストゥルメンタル・アレンジである。
ティム・ドラモンドとジム・ケルトナーがリズム・セクションを務め、また、デヴィッド・リンドレーが「アイ・キャント・ウィン」を除く全曲に参加した。「ダウン・イン・ハリウッド」と「ドント・ユー・メス・アップ・ア・グッド・シング」には、チャカ・カーンがボーカルで参加している。

## 反響・評価
アメリカのBillboard 200では62位に達し、自身初の全米トップ100入りを果たした。また、クーダーは本作で自身初の全英アルバムチャート入りを果たし、9週トップ100入りして最高36位を記録した。
ニュージーランドのアルバム・チャートでは39週連続でトップ50入りし、うち合計6週トップ10入りして、1980年3月23日付のチャートにおいて最高7位を記録する大ヒットとなった。また、本作からのシングル「リトル・シスター」は、ニュージーランドのシングル・チャートで1位を獲得している。
Brett Hartenbachはオールミュージックにおいて5点満点中3点を付け、録音に関して「各曲の薄い音が演奏を台無しにしており、クーダーはデジタル・レコーディングが原因と主張している」と批判する一方、全体的な内容に関しては「クーダーの偉大な曲を選ぶセンスはもちろん、タイトなパフォーマンス、見事なギター・ワーク、チャカ・カーンを含む数名の優れたゲスト・ボーカリストという意味でも価値がある」と評している。

## 収録曲
1. リトル・シスター - Little Sister (Mort Shuman, Doc Pomus) - 3:53
2. ゴー・ホーム・ガール - Go Home, Girl (Arthur Alexander) - 5:14
3. 富める秘訣 - The Very Thing That Makes You Rich (Makes Me Poor) (Sidney Bailey) - 5:32
4. ワーク・アウト・ファイン - I Think It's Going to Work Out Fine (Rose Marie McCoy, Sylvia McKinney) - 4:44
5. ダウン・イン・ハリウッド - Down in Hollywood (Ry Cooder, Tim Drummond) - 4:19
6. ルック・アット・グラニー・ラン・ラン - Look at Granny Run Run (Jerry Ragovoy, M. Shuman) - 3:11
7. 苦悩をのりこえて - Trouble, You Can't Fool Me (Frederick Knight, Aaron Varnell) - 4:57
8. ドント・ユー・メス・アップ・ア・グッド・シング - Don't You Mess Up a Good Thing (Oliver Sain) - 4:06
9. アイ・キャント・ウィン - I Can't Win (Lester Johnson, Dave Richardson, Clifton Knight) - 4:15

## 参加ミュージシャン
- ライ・クーダー - ボーカル、ギター、マンドリン
- ボビー・キング - ボーカル(on #5, #9)、バックグラウンド・ボーカル(on #1, #2, #6, #7)
- チャカ・カーン - ボーカル(on #5, #8)
- デヴィッド・リンドレー - ギター(on #1, #2, #3, #4, #5, #6, #7, #8)
- パトリック・ヘンダーソン - オルガン(on #2)
- ロニー・バロン - オルガン(on #6, #9)、ギター(on #8)
- ティム・ドラモンド（英語版） - ベース(all songs)
- ジム・ケルトナー - ドラムス(all songs)
- ミルト・ホランド - パーカッション(on #2, #3, #4, #5, #7, #8)
- ハーマン・ジョンソン - バックグラウンド・ボーカル(on #1, #9)
- ランディ・ロレンゾ - バックグラウンド・ボーカル(on #2)
- ジミー・アダムス - バックグラウンド・ボーカル(on #3, #7)
- ビル・ジョンソン - バックグラウンド・ボーカル(on #3)
- サイモン・ピコ・ペイン - バックグラウンド・ボーカル(on #3)
- クリフ・ギヴンス - バックグラウンド・ボーカル(on #3)
- グレッグ・プレストピーノ - バックグラウンド・ボーカル(on #3)
- ジョージ・マクファーデン - バックグラウンド・ボーカル(on #7)